# Martina Viestová
Martina Viestová (ur. 21 maja 1984 roku) – słowacka siatkarka, reprezentantka kraju, grająca na pozycji rozgrywającej. W 2005 roku została powołana do reprezentacji na kwalifikacje do Mistrzostw Świata 2006 rozgrywanych w stolicy Chorwacji w Zagrzebiu. 

## Sukcesy klubowe
Liga słowacka:
- 2000, 2001, 2002, 2003, 2004, 2007, 2009
- 2010

Puchar Słowacji:
- 2003, 2004, 2007, 2009

Liga czeska:
- 2005, 2011

MEVZA - Liga środkowoeuropejska:
- 2007